# KLMG
Koordinaten: 38° 45′ 33″ N, 121° 52′ 33″ W
KLMG oder KLMG-FM (Branding: „Latino 97.9“) ist ein US-amerikanischer Hörfunksender aus Esparto im US-Bundesstaat Kalifornien. KLMG sendet auf der UKW-Frequenz 97,9 MHz in spanischer Sprache. Das Sendeformat ist auf die hispanische Gesellschaft zugeschnitten. Eigentümer und Betreiber ist die Adelante Media of California License LLC.